# Vicoa glanduligera
Vicoa glanduligera là một loài thực vật có hoa trong họ Cúc. Loài này được (Krasch.) Gorschk. mô tả khoa học đầu tiên năm 1959.